# Engine Yard
Engine Yardはアメリカ合衆国カリフォルニア州サンフランシスコに本拠を置くRuby on RailsとPHP向けのPaaS環境を提供する企業。 

## 歴史
Engine Yardは2006年設立、共同創業者はTom Mornini, Lance Walley,Ezra Zygmuntowiczなど。
セールスフォースでは1999年から2001年までCEOを務めたJohn DillonがCEOとして2009年に参画。
2011年8月、Engine YardはOrchestraを買収し、PHPをチームとプラットフォームをEngine Yardに迎えた。
2012年3月、日本法人設立。代表取締役社長はティモシー ロメロ。